# 伊貝拉濕地

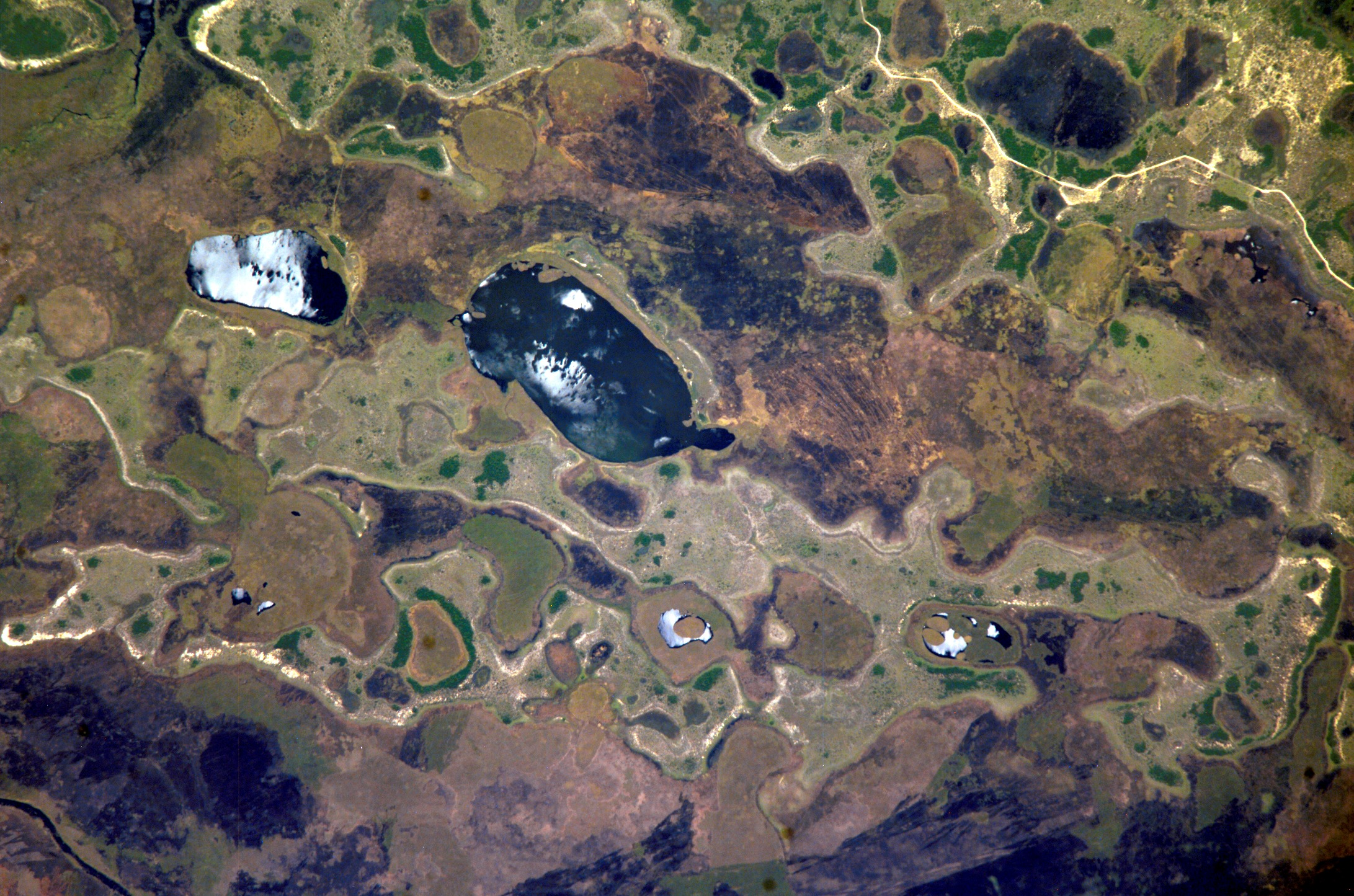

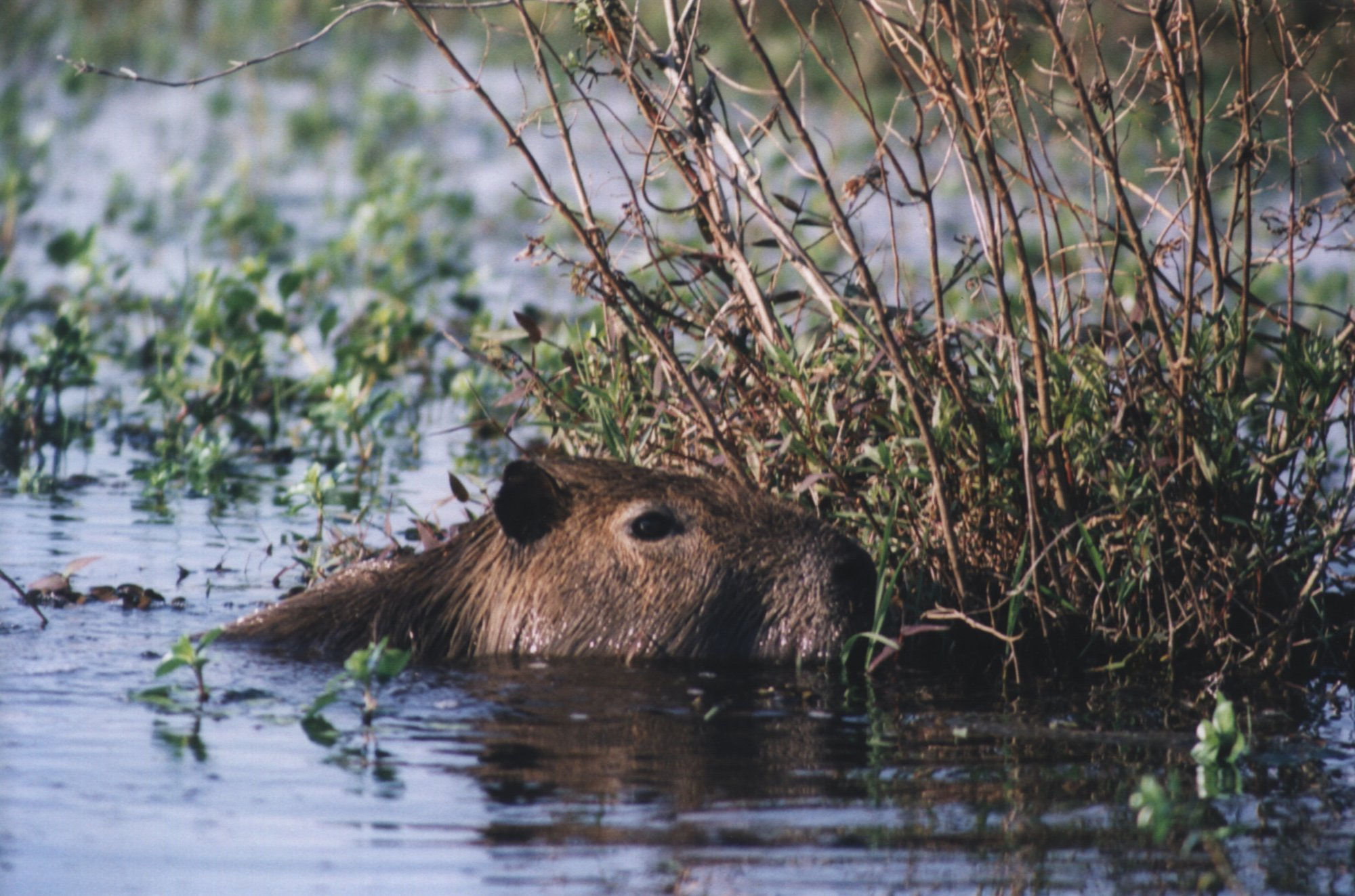

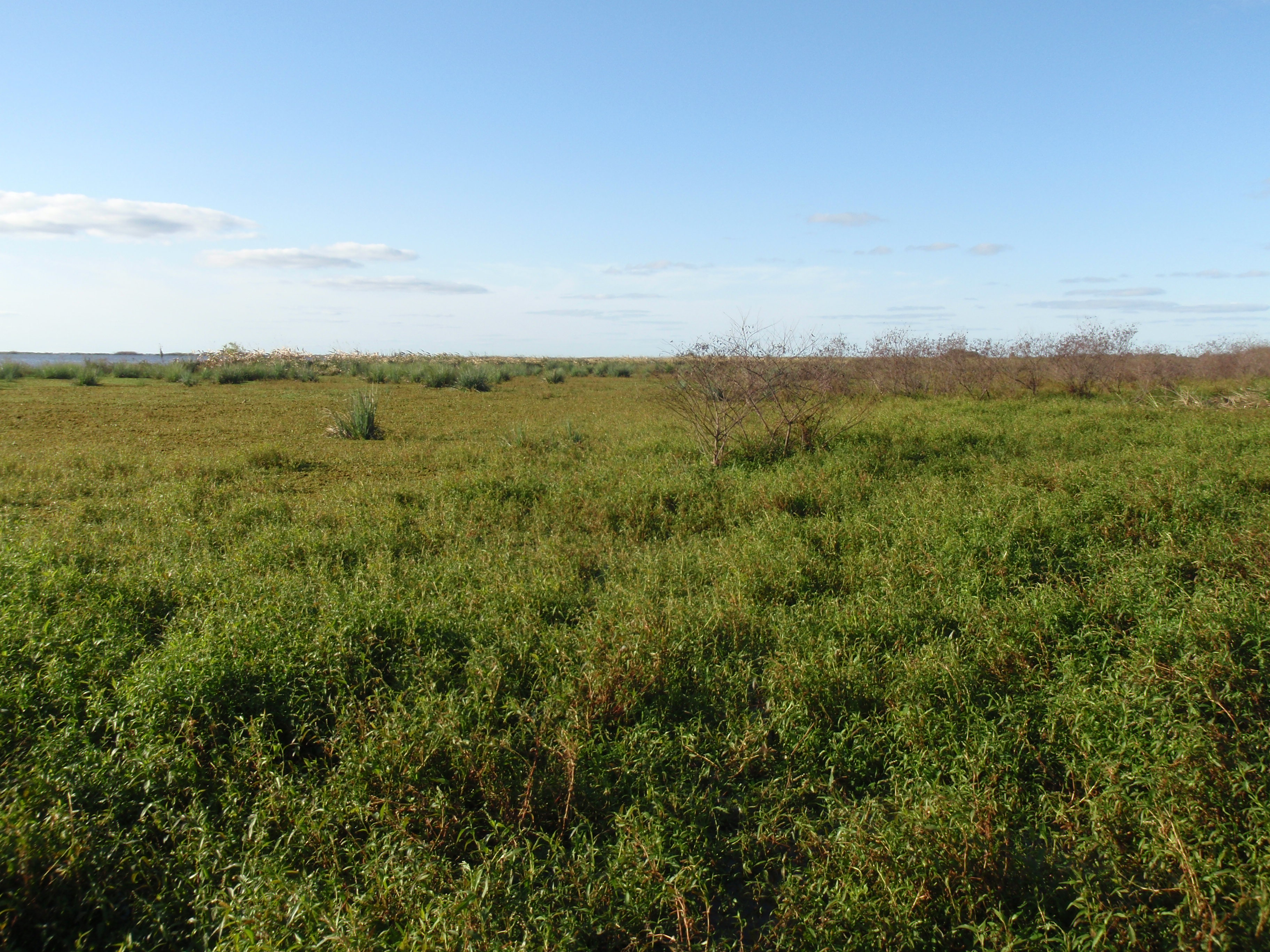

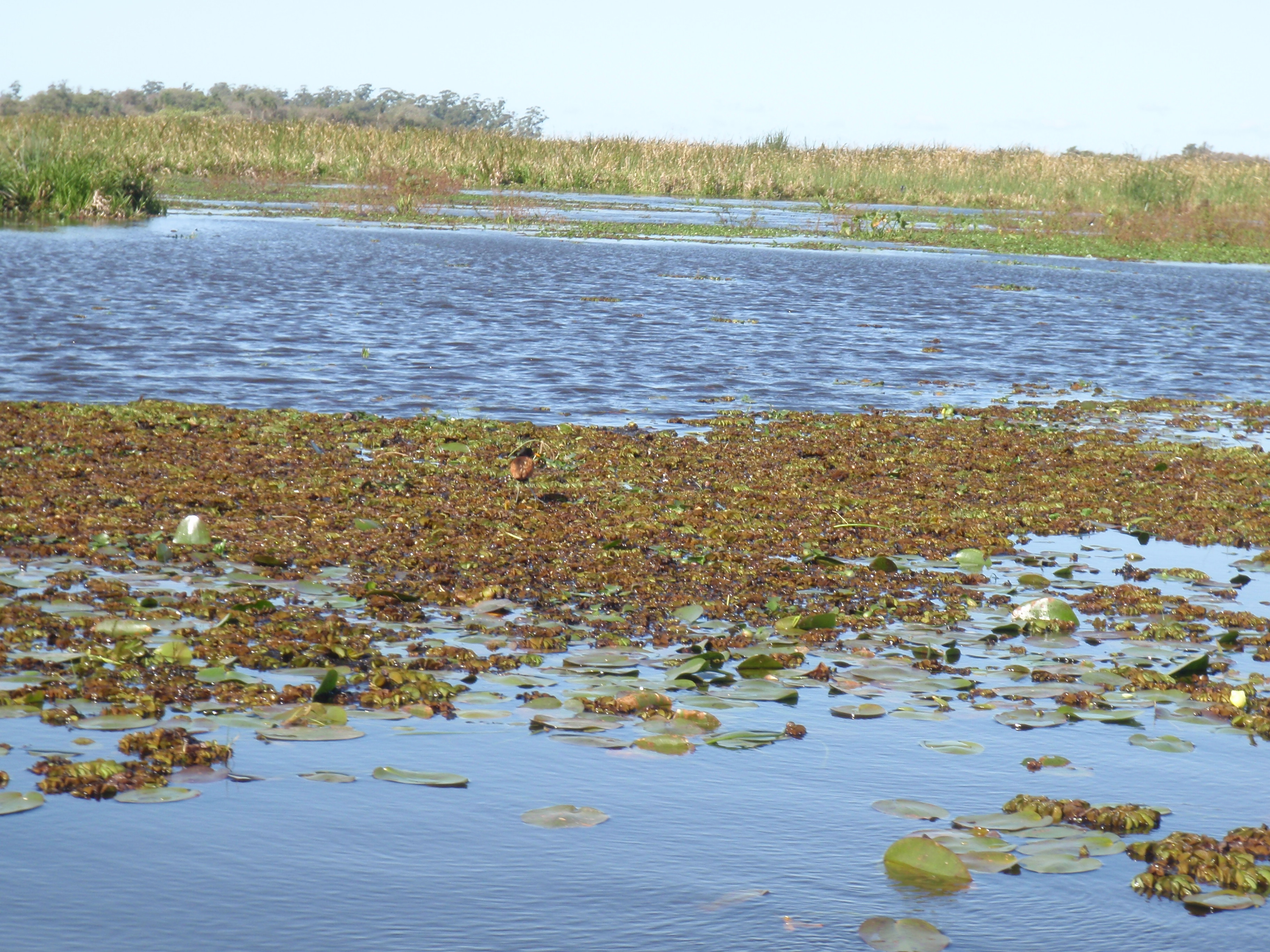

伊貝拉濕地是阿根廷的濕地，位於該國東北部，由科連特斯省負責管轄，毗鄰與巴西和巴拉圭接壤的邊境，面積13,000平方公里，受亞熱帶氣候影響，該地區每年平均降雨量約1,700毫米。
28°36′00″S 57°49′01″W / 28.600°S 57.817°W